# День ветеринарного работника России
День ветеринарного работника — российский национальный профессиональный праздник работников ветеринарии, который отмечается каждый год 31 августа, начиная с 2014 года.

## История праздника
День ветеринарного работника получил статус официального государственного по распоряжению Правительства Российской Федерации от 8 мая 2014 года № 774-р, согласно которому Министерство сельского хозяйства приняло приказ от 11 июня 2014 года № 188 об установлении профессионального праздника:

В соответствии с пунктом 2 Указа Президента Российской Федерации от 31 июля 2013 г. № 659 «О порядке установления в Российской Федерации памятных дней и профессиональных праздников» (Собрание законодательства Российской Федерации, 2013, № 31, ст. 4201) приказываю:
Установить профессиональный праздник — День ветеринарного работника и отмечать его 31 августа.
Министр сельского хозяйства Российской Федерации Н. В. Федоров

До того по ходатайству инициативной группы академиков Российской академии сельскохозяйственных наук во главе с директором подведомственного Россельхознадзору Всероссийского государственного центра качества и стандартизации лекарственных средств для животных и кормов (ФГУ ВГНКИ) академиком Александром Паниным Святейший Патриарх Кирилл своим указом № У-01/65 от 23 марта 2011 года благословил считать церковным праздником ветеринаров день памяти святых мучеников Флора и Лавра (18 (31) августа).